# Chao Meng-Fu (cràter)
Chao Meng-Fu és un cràter d'impacte en el planeta Mercuri de 140,73 km de diàmetre. Porta el nom del pintor xinès Zhao Mengfu (1254-1322), i el seu nom va ser aprovat per la Unió Astronòmica Internacional el 1976.
Per la seva ubicació a prop del pol sud de Mercuri (132.4° O, 87.3° S) i la petita inclinació de l'eix del planeta, s'estima que el 40% del cràter es troba en ombra permanent. Això, combinat amb els ecos brillants de radar en la ubicació del cràter fa sospitar als científics que hi ha grans quantitats de gel o compostos volàtils dins del cràter, protegit de la sublimació per un buit gairebé complet amb temperatures molt fredes i constants, al voltant de -171° C.

## L'evidència amb radar de l'existència de gel
Els estudis amb radar en què estaven involucrats els observatoris Arecibo (Puerto Rico), Goldstone (Califòrnia, Estats Units d'Amèrica), i el Very Large Array (Nou Mèxic, Estats Units d'Amèrica) van detectar nombroses àrees amb una alta reflectància, la major part en les latituds polar. Moltes d'aquestes zones coincideixen amb cràters fotografiats per la sonda espacial Mariner 10, amb la característica més gran al pol sud que correspon al cràter Chao Meng-Fu.
La brillantor i el tipus de polarització de les reflexions de radar d'aquest cràter són molt més característiques de gel que de les roques de silicat que conformen l'escorça de Mercuri. Tot i això, aquestes reflexions són massa febles perquè sigui gel pur, i es teoritza amb la hipòtesi que això és degut a una capa fina o parcial de pols sobre el gel subjacent. No obstant això, no hi ha confirmació directa, i és possible que la reflectància del radar observada en el Chao Meng-Fu i en cràters similars sigui a causa de dipòsits de minerals rics de metalls i compostos.

## Origen del gel
El gel del cràter Chao Meng-Fu pot provenir d'impactes de cometes i meteorits rics en aigua, o de l'interior de l'escorça del planeta.
A causa del continu bombardeig del vent solar i de la intensa la llum solar, la gran majoria dels dipòsits de gel de Mercuri s'han perdut ràpidament en l'espai, però en les parts d'ombra permanent del Chao Meng-Fu, on les temperatures són massa baixes per permetre una sublimació apreciable del gel, ha permès que el gel s'acumulès durant milions d'anys

## El cràter Chao Meng-Fu en la ficció
Un oceà amb climatització geotèrmica sota del cràter Chao Meng-Fu és la llar d'una espècie alienígena en el llibre Vacuum Diagrams de Stephen Baxter.
En el conte curt Crossing Chao Meng-Fu, de Gerald Nordley, narra com uns escaladors lluiten per travessar el cràter.
En la novel·la Below Mercury, de Mark Anson, es fixa en una mina de gel abandonada per sota de cràter Chao Meng-fu.